# Zdeněk Škrland
Zdeněk Škrland   (Praga, 6 de febrer de 1914 - Praga, 6 de març de 1996) fou un piragüista txecoslovac que va competir durant la dècada de 1930.
El 1936 va prendre part en els Jocs Olímpics de Berlín on, fent parella amb Václav Mottl, guanyà la medalla d'or en la competició del C-2 10.000 metres del programa de piragüisme.
En el seu palmarès també destaca una medalla de bronze al Campionat del món en aigües tranquil·les de 1938.